# Премія «Оскар» за найкращий звуковий монтаж
Премія «Оскар» за найкращий звуковий монтаж — нагорода Американської академії кіномистецтв, що присуджувалася щорічно з 1963 до 2020 року.
У квітні 2020 року Академія кінематографічних мистецтв і наук повідомила, що на прохання Звукового відділення категорію «Найкращий звук» та «Найкращий звуковий монтаж» об'єднали в одну категорію «Премія «Оскар» за найкращий звук». Кількість категорій скоротилася з 24 до 23.
У різні роки номінація носила різні назви:
- Премія «Оскар» за найкращі звукові ефекти (1963 — 1967, 1975),
- Премія «Оскар» за найкращий монтаж звукових ефектів (1977, 1981 — 1999),
- Премія «Оскар» за найкращий звуковий монтаж (1979, 2000 — 2020).

В окремі роки замість звичайного «Оскара» у цій номінації вручали Премію за особливі досягнення, це пов'язано з тим, що іноді число номінантів є меншим за необхідне, згідно з правилами для вручення премії Американської Академії кінематографічних мистецтв і наук.
Як правило, вручалася звукорежисерові, можливо разом із звуковими дизайнерами фільму.

## Нагороди та номінації

### 1960-ті
| Церемонія                                       | Фільм           | Номінанти |
| ----------------------------------------------- | --------------- | --------- |
| 36-та (1964)                                    |                 |           |
| ★ «Цей шалений, шалений, шалений, шалений світ» | Волтер Елліотт  |           |
| «Збір орлів»                                    | Роберт Браттон  |           |
| 37-ма (1965)                                    |                 |           |
| ★ «Голдфінгер»                                  | Норман Вансталл |           |
| «Жвавий набір»                                  | Роберт Браттон  |           |
| 38-ма (1966)                                    |                 |           |
| ★ «Великі перегони»                             | Треґ Браун      |           |
| «Експрес фон Райана»                            | Вальтер Россі   |           |
| 39-та (1967)                                    |                 |           |
| ★ «Гран-прі»                                    | Ґордон Даніель  |           |
| «Фантастична подорож»                           | Вальтер Россі   |           |
| 40-ва (1968)                                    |                 |           |
| ★ «Брудна дюжина»                               | Джон Пойнер     |           |
| «Задушливою південною ніччю»                    | Джеймс Річард   |           |
| 41-ша (1969)                                    |                 |           |
| Премію не надано                                |                 |           |

### 1970-ті
| Церемонія                             | Фільм        | Номінанти |
| ------------------------------------- | ------------ | --------- |
| 42-га (1970)                          |              |           |
| Премію не надано                      |              |           |
| 43-тя (1971)                          |              |           |
| Премію не надано                      |              |           |
| 44-та (1972)                          |              |           |
| Премію не надано                      |              |           |
| 45-та (1973)                          |              |           |
| Премію не надано                      |              |           |
| 46-та (1974)                          |              |           |
| Премію не надано                      |              |           |
| 47-ма (1975)                          |              |           |
| Премію не надано                      |              |           |
| 48-ма (1976)                          |              |           |
| ★ «Гінденбург»                        | Пітер Беркос |           |
| 49-та (1977)                          |              |           |
| Премію не надано                      |              |           |
| 50-та (1978)                          |              |           |
| ★ «Близькі контакти третього ступеня» | Френк Ворнер |           |
| 51-ша (1979)                          |              |           |
| Премію не надано                      |              |           |

### 1980-ті
| Церемонія                                       | Фільм                                  | Номінанти |
| ----------------------------------------------- | -------------------------------------- | --------- |
| 52-га (1980)                                    |                                        |           |
| ★ «Чорний жеребець»                             | Алан Сплет                             |           |
| 53-тя (1981)                                    |                                        |           |
| Премію не надано                                |                                        |           |
| 54-та (1982)                                    |                                        |           |
| ★ «Індіана Джонс: У пошуках втраченого ковчега» | Бен Бертт, Річард Андерсон             |           |
| 55-та (1983)                                    |                                        |           |
| ★ «Іншопланетянин»                              | Бен Бертт, Чарльз Л. Кемпбелл          |           |
| «Підводний човен»                               | Майк Ле Маре                           |           |
| «Полтергейст»                                   | Стівен Гантер Флік, Річард Л. Андерсон |           |
| 56-та (1984)                                    |                                        |           |
| ★ «Справжні чоловіки»                           | Джей Бьокельхайде                      |           |
| «Зоряні війни: Повернення джедая»               | Бен Бертт                              |           |
| 57-ма (1985)                                    |                                        |           |
| ★ «Річка»                                       | Кей Роуз                               |           |
| 58-ма (1986)                                    |                                        |           |
| ★ «Назад у майбутнє»                            | Чарльз Л. Кемпбелл, Роберт Ратледж     |           |
| «Леді-яструб»                                   | Боб Гендерсон, Алан Мюррей             |           |
| «Рембо: Перша кров, частина II»                 | Фредерік Браун                         |           |
| 59-та (1987)                                    |                                        |           |
| ★ «Чужі»                                        | Дон Шарп                               |           |
| «Зоряний шлях 4: Подорож додому»                | Марк Манджіні                          |           |
| «Найкращий стрілець»                            | Сеселія Голл, Джордж Вотерс II         |           |
| 60-та (1988)                                    |                                        |           |
| ★ «Робот-поліцейський»                          | Стівен Флік, Джон Поспісіл             |           |
| 61-ша (1989)                                    |                                        |           |
| ★ «Хто підставив кролика Роджера?»              | Чарльз Л. Кемпбелл, Луїс Л. Едеманн    |           |
| «Міцний горішок»                                | Стівен Х. Флік, Річард Шорр            |           |
| «Віллоу»                                        | Бен Бертт, Річард Гімнс                |           |

### 1990-ті
| Церемонія                                    | Фільм                                 | Номінанти |
| -------------------------------------------- | ------------------------------------- | --------- |
| 62-га (1990)                                 |                                       |           |
| ★ «Індіана Джонс і останній хрестовий похід» | Бен Бертт, Річард Гімнс               |           |
| «Чорний дощ»                                 | Мілтон Берроу, Вільям Л. Мангер       |           |
| «Смертельна зброя 2»                         | Роберт Гендерсон, Алан Роберт Мюррей  |           |
| 63-тя (1991)                                 |                                       |           |
| ★ «Полювання за „Червоним Жовтнем“»          | Сеселія Холл, Джордж Ваттерс II       |           |
| «Коматозники»                                | Чарльз Л. Кемпбелл, Річард Франклін   |           |
| «Згадати все»                                | Стівен Г. Флік                        |           |
| 64-та (1992)                                 |                                       |           |
| ★ «Термінатор 2: Судний день»                | Гері Рідстром, Глорія С. Бордерс      |           |
| «Зворотна тяга»                              | Гері Рідстром, Річард Гімнс           |           |
| «Зоряний шлях 6: Невідкрита країна»          | Джордж Ваттерс II, Ф. Хадсон Міллер   |           |
| 65-та (1993)                                 |                                       |           |
| ★ «Дракула»                                  | Том К. Маккарті, Девід Е. Стоун       |           |
| «Аладдін»                                    | Марк Мангіні                          |           |
| «В облозі»                                   | Джон Левек, Брюс Стамблер             |           |
| 66-та (1994)                                 |                                       |           |
| ★ «Парк Юрського періоду»                    | Гері Рідстром, Річард Гімнс           |           |
| «Скелелаз»                                   | Вайлі Стейтмен, Грегг Бакстер         |           |
| «Утікач»                                     | Джон Левек, Брюс Стамблер             |           |
| 67-ма (1995)                                 |                                       |           |
| ★ «Швидкість»                                | Стівен Хантер Флік                    |           |
| «Пряма та очевидна загроза»                  | Брюс Стамблер, Джон Левек             |           |
| «Форрест Ґамп»                               | Глорія С. Бордерс, Ренді Том          |           |
| 68-ма (1996)                                 |                                       |           |
| ★ «Хоробре серце»                            | Лон Бендер, Пер Халлберг              |           |
| «Бетмен назавжди»                            | Джон Левек, Брюс Стамблер             |           |
| «Багряний приплив»                           | Джордж Вотерс II                      |           |
| 69-та (1997)                                 |                                       |           |
| ★ «Примара і Темрява»                        | Брюс Стамблер                         |           |
| «Денне світло»                               | Річард Л. Андерсон, Девід А. Віттакер |           |
| «Стирач»                                     | Алан Роберт Мюррей, Баб Асман         |           |
| 70-та (1998)                                 |                                       |           |
| ★ «Титанік»                                  | Том Белфорт, Крістофер Бойс           |           |
| «Без обличчя»                                | Марк Стокінгер, Пер Халберг           |           |
| «П'ятий елемент»                             | Марк Мангіні                          |           |
| 71-ша (1999)                                 |                                       |           |
| ★ «Врятувати рядового Раяна»                 | Гері Рідстром, Річард Гімни           |           |
| «Армагеддон»                                 | Джордж Воттерс II                     |           |
| «Маска Зорро»                                | Дейв Макмойлер                        |           |

### 2000-ні
| Церемонія                                             | Фільм                              | Номінанти |
| ----------------------------------------------------- | ---------------------------------- | --------- |
| 72-га (2000)                                          |                                    |           |
| «Матриця»                                             | Дейн А. Девіс                      |           |
| «Бійцівський клуб»                                    | Рен Клайс, Річард Гімнс            |           |
| «Зоряні війни. Епізод I. Прихована загроза»           | Бен Бертт, Том Беллфорт            |           |
| 73-тя (2001)                                          |                                    |           |
| «U-571»                                               | Джон Джонсон                       |           |
| «Космічні ковбої»                                     | Алан Роберт Мюррей, Баб Асман      |           |
| 74-та (2002)                                          |                                    |           |
| «Перл-Гарбор»                                         | Джордж Воттерс II, Крістофер Бойс  |           |
| «Корпорація монстрів»                                 |                                    |           |
| 75-та (2003)                                          |                                    |           |
| «Володар перснів: Дві вежі»                           | Ітан Ван дер Рін, Майк Гопкінс     |           |
| «Особлива думка»                                      | Річард Гімнс, Гері Райдстром       |           |
| «Проклятий шлях»                                      | Скотт Гекер                        |           |
| 76-та (2004)                                          |                                    |           |
| «Володар морів»                                       | Річард Кінг                        |           |
| «У пошуках Немо»                                      | Гері Райдстром, Майкл Сильверс     |           |
| «Пірати Карибського моря: Прокляття «Чорної перлини»» | Крістофер Бойс, Джордж Воттерс II  |           |
| 77-ма (2005)                                          |                                    |           |
| «Суперсімейка»                                        | Майкл Сильверс, Ренді Том          |           |
| «Полярний експрес»                                    | Ренді Том, Денніс Леонард          |           |
| «Людина-павук 2»                                      | Пол Н. Дж. Оттоссон                |           |
| 78-ма (2006)                                          |                                    |           |
| «Кінг-Конг»                                           | Майк Гопкінс, Ітан Ван дер Рін     |           |
| «Мемуари гейші»                                       | Уайлі Стейтман                     |           |
| «Війна світів»                                        | Річард Кінг                        |           |
| 79-та (2007)                                          |                                    |           |
| «Листи з Іодзіми»                                     | Алан Роберт Мюррей, Баб Асман      |           |
| «Апокаліпто»                                          | Шон МакКормак, Камі Асгар          |           |
| «Кривавий алмаз»                                      | Лон Бендер                         |           |
| «Прапори наших батьків»                               | Алан Роберт Мюррей, Баб Асман      |           |
| «Пірати Карибського моря: Скриня мерця»               | Крістофер Бойс, Джордж Воттерс II  |           |
| 80-та (2008)                                          |                                    |           |
| «Ультиматум Борна»                                    | Карен Бейкер Лендерс, Пер Голлберг |           |
| «Старим тут не місце»                                 | Скіп Лівсі                         |           |
| «Рататуй»                                             | Ренді Том, Майкл Сильверс          |           |
| «Нафта»                                               | Крістофер Скарабозіо, Меттью Вуд   |           |
| «Трансформери»                                        | Ітан Ван дер Рін, Майк Гопкінс     |           |
| 81-ша (2009)                                          |                                    |           |
| «Темний лицар»                                        | Річард Кінг                        |           |
| «Залізна людина»                                      | Френк Елнер та Крістофер Бойс      |           |
| «Мільйонер із нетрів»                                 | Том Сейерс                         |           |
| «ВОЛЛ·І»                                              | Бен Бертт та Метью Вуд             |           |
| «Особливо небезпечний»                                | Вайлі Стейтмен                     |           |

### 2010-ті
| Церемонія                        | Фільм                                                     | Номінанти |
| -------------------------------- | --------------------------------------------------------- | --------- |
| 82-га (2010)                     |                                                           |           |
| «Володар бурі»                   | Пол Н. Дж. Оттоссон і Рей Беккет                          |           |
| «Аватар»                         | Крістофер Боєс, Гері Саммерс, Енді Нельсон і Тоні Джонсон |           |
| «Безславні виродки»              | Майкл Мінклер, Тони Ламберті і Марк Влано                 |           |
| «Зоряний шлях»                   | Анна Белмер, Енді Нельсон і Пітер Дж. Девлін              |           |
| «Трансформери: Помста полеглих»  | Грег П. Расселл, Гері Саммерс і Джеффрі Паттерсон         |           |
| 83-тя (2011)                     |                                                           |           |
| «Початок»                        | Річард Кінг                                               |           |
| «Історія іграшок 3»              | Томас Маєрс, Майкл Сілверс                                |           |
| «Трон: Спадок»                   | Гвендолін Віттл, Едіссон Тіг                              |           |
| «Залізна хватка»                 | Скіп Лівсей, Крейг Беркі                                  |           |
| «Некерований»                    | Марк Штокінгер                                            |           |
| 84-та (2012)                     |                                                           |           |
| Хранитель часу                   | Філіп Стоктон і Євген Джіти                               |           |
| Драйв                            | Лон Бендер і Віктор Рей Енніс                             |           |
| Дівчина з татуюванням дракона    | Рен Клайс                                                 |           |
| Трансформери: Темний бік Місяця  | Ітан Ван дер Рин і Ерік Адагл                             |           |
| Бойовий кінь                     | Річард Гімнс і Гері Рудстром                              |           |
| 85-та (2013)                     |                                                           |           |
| 007: Координати «Скайфолл»       | Per Hallberg і Karen Baker Landers1                       |           |
| Ціль номер один                  | Paul N. J. Ottosson1                                      |           |
| Арго                             | Erik Aadahl і Ethan Van der Ryn                           |           |
| Джанґо вільний                   | Wylie Stateman                                            |           |
| Життя Пі                         | Eugene Gearty і Philip Stockton                           |           |
| 86-та (2014)                     |                                                           |           |
| «Гравітація»                     | Гленн Фрімантл                                            |           |
| «Не згасне надія»                | Стів Боеддекер, Річард Гімнс                              |           |
| «Капітан Філліпс»                | Олівер Тарні                                              |           |
| «Хоббіт: Пустка Смога»           | Брент Бердж                                               |           |
| «Вцілілий»                       | Вайтлі Стейтмен                                           |           |
| 87-ма (2015)                     |                                                           |           |
| «Американський снайпер»          | Алан Роберт Мюррей, Баб Асман                             |           |
| «Інтерстеллар»                   | Річард Кінг                                               |           |
| «Бердмен»                        | Мартін Хернандес, Аарон Глазкок                           |           |
| «Нескорений»                     | Бекі Салліван, Ендрю Декрістофаро                         |           |
| «Хоббіт: Битва п'яти воїнств»    | Брент Бург, Джейсон Кенова                                |           |
| 88-ма (2016)                     |                                                           |           |
| Дорога гніву                     | Марк Мангіні, Девід Вайт                                  |           |
| «Марсіянин»                      | Олівер Тарні                                              |           |
| «Легенда Г'ю Гласса»             | Мартін Ернандес, Лон Бендер                               |           |
| «Сікаріо»                        | Алан Роберт Мюррей                                        |           |
| «Зоряні війни: Пробудження Сили» | Метью Вуд, Девід Акорд                                    |           |
| 89-та (2017)                     |                                                           |           |
| «Прибуття»                       | Сільвен Бельмар                                           |           |
| «Саллі»                          | Буб Есмен, Алан Роберт Мюррей                             |           |
| «Ла-Ла Ленд»                     | Ай Лінг Лі, Мілдред Морган                                |           |
| «З міркувань совісті»            | Роберт Мак-Кензі, Ендрю Райт                              |           |
| «Глибоководний горизонт»         | Вайлі Стейтмен, Рені Тонделлі                             |           |
| 90-та (2018)                     |                                                           |           |
| «Дюнкерк»                        | Річард Кінг та Алекс Гібсон                               |           |
| «Зоряні війни: Останні джедаї»   | Меттью Вуд та Рен Клайс                                   |           |
| «Той, хто біжить по лезу 2049»   | Марк Манджині та Тео Грін                                 |           |
| «Форма води»                     | Натан Робітейл та Нельсон Феррейра                        |           |
| «На драйві»                      | Джуліан Слейтер                                           |           |
| 91-ша (2019)                     |                                                           |           |
| «Богемна рапсодія»               | Джон Воргерст та Ніна Гартстоун                           |           |
| «Чорна Пантера»                  | Бенджамін А. Бертт та Стів Боддекер                       |           |
| «Рома»                           | Серхіо Діас та Скіп Лівсі                                 |           |
| «Перша людина»                   | Ай-Лінг Лі та Мілдред Аятру Морган                        |           |
| «Тихе місце»                     | Ітан ван дер Рін та Ерік Аадаль                           |           |

### 2020-ті
| Церемонія    | Фільм                                | Номінанти                 |
| 92-га (2020) |                                      |                           |
| ------------ | ------------------------------------ | ------------------------- |
| 92-га (2020) | «Аутсайдери»                         | Дональд Сильвестр         |
| 92-га (2020) | «Джокер»                             | Алан Роберт Мюррей        |
| 92-га (2020) | «1917»                               | Олівер Тарні, Рейчел Тейт |
| 92-га (2020) | «Одного разу в… Голлівуді»           | Вілі Стейтман             |
| 92-га (2020) | «Зоряні війни: Скайвокер. Сходження» | Меттью Вуд, Девід Акорд   |

## Найбільша кількість
| Найбільша кількість нагород                           | 3 нагороди  | Бен Берт           |
| Найбільша кількість нагород                           | 3 нагороди  | Чарльз Л. Кемпбелл |
| Найбільша кількість нагород                           | 3 нагороди  | Річард Гумнс       |
| Найбільша кількість нагород                           | 3 нагороди  | Гері Рудстром      |
| Найбільша кількість номінацій                         | 8 номінацій | Джордж Воттерс II  |
| Найбільша кількість номінацій, без отримання нагороди | 4 номінації | Джон Левек         |